# Vinogradov (cráter)

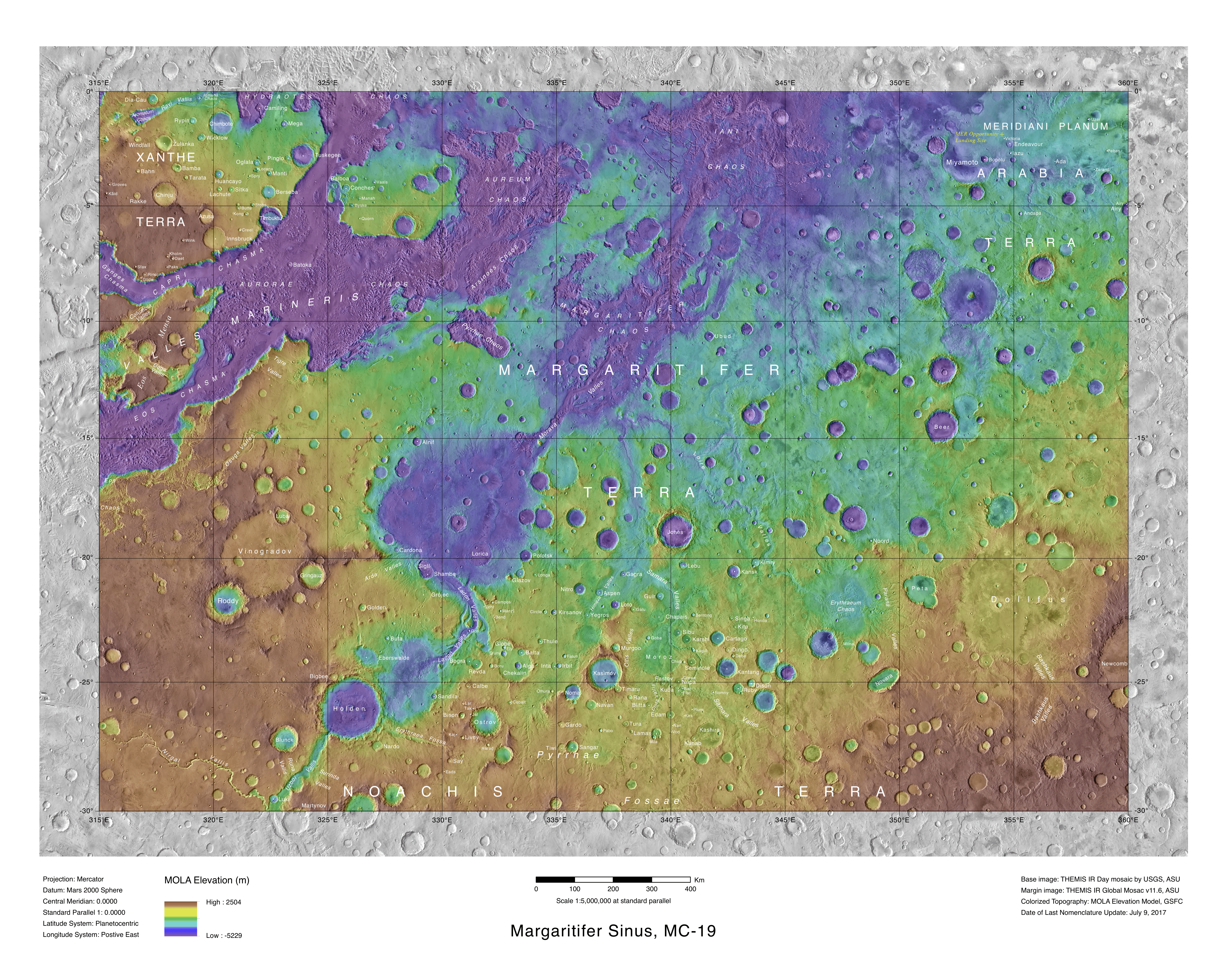
Ubicación de Vinogradov y de otros elementos cercanos

Vinogradov es un cráter de impacto del cuadrángulo Sinus Margaritifer del planeta Marte. Está localizado en las coordenadas 20.2° Sur de latitud y 37.7° Oeste de longitud. Mide 223.5 km en diámetro y debe su nombre al geoquímico soviético Alexander Pávlovich Vinográdov. Esta denominación fue aprobada en 1979 por la Unión Astronómica Internacional (IAU).
| [[File:Wikivinogradovfans.jpg\|1200px\|alt={{{Alt\|{{{descripción}}}]] |
| Cráter Vinogradov, fotografía de la cámara CTX a bordo del Mars Reconnaissance Orbiter. Cráter Lubai. Borde noreste del cráter (El norte, hacia la izquierda de la fotografía). |